# Joseph Bonnet de Malherbe
Pour les articles homonymes, voir Bonnet.
 (septembre 2021).
 (septembre 2021).
 (septembre 2021).
La mise en forme du texte ne suit pas les recommandations de Wikipédia : il faut le « wikifier ».
Les points d'amélioration suivants sont les cas les plus fréquents. Le détail des points à revoir est peut-être précisé sur la page de discussion.
- Les titres sont pré-formatés par le logiciel. Ils ne sont ni en capitales, ni en gras.
- Le texte ne doit pas être écrit en capitales (les noms de famille non plus), ni en gras, ni en italique, ni en « petit »…
- Le gras n'est utilisé que pour surligner le titre de l'article dans l'introduction, une seule fois.
- L'italique est rarement utilisé : mots en langue étrangère, titres d'œuvres, noms de bateaux, etc.
- Les citations ne sont pas en italique mais en corps de texte normal. Elles sont entourées par des guillemets français : « et ».
- Les listes à puces sont à éviter, des paragraphes rédigés étant largement préférés. Les tableaux sont à réserver à la présentation de données structurées (résultats, etc.).
- Les appels de note de bas de page (petits chiffres en exposant, introduits par l'outil «  Source ») sont à placer entre la fin de phrase et le point final[comme ça].
- Les liens internes (vers d'autres articles de Wikipédia) sont à choisir avec parcimonie. Créez des liens vers des articles approfondissant le sujet. Les termes génériques sans rapport avec le sujet sont à éviter, ainsi que les répétitions de liens vers un même terme.
- Les liens externes sont à placer uniquement dans une section « Liens externes », à la fin de l'article. Ces liens sont à choisir avec parcimonie suivant les règles définies. Si un lien sert de source à l'article, son insertion dans le texte est à faire par les notes de bas de page.
- La présentation des références doit suivre les conventions bibliographiques. Il est recommandé d'utiliser les modèles {{Ouvrage}}, {{Chapitre}}, {{Article}}, {{Lien web}} et/ou {{Bibliographie}}. Le mode d'édition visuel peut mettre en forme automatiquement les références.
- Insérer une infobox (cadre d'informations à droite) n'est pas obligatoire pour parachever la mise en page.

Pour une aide détaillée, merci de consulter Aide:Wikification.
Si vous pensez que ces points ont été résolus, vous pouvez retirer ce bandeau et améliorer la mise en forme d'un autre article.
Joseph Bonnet de Malherbe, né le 26 novembre 1809 à Loudun (Vienne) et mort le 27 septembre 1893 à Shanghai (Chine), est un médecin et écrivain français, décoré Chevalier de la Légion d'honneur.
Il exerce en tant que chirurgien militaire et médecin inspecteur des établissements d'eaux minérales de Bagnères et de Paris. Il écrit plusieurs ouvrages sur la médecine thermale, mais également des témoignages sur son temps sous le pseudonyme Joseph d'Arcay. 
Collectionneur d'art chinois, il meurt au cours d'un séjour chez son fils installé à Shanghai.

## Biographie
Joseph Bonnet de Malherbe naît à Loudun le 26 novembre 1809 de Jean-Joseph Bonnet et de Sophie Elisabeth Malherbe.
Il fait ses études de médecine à Poitiers. Après avoir obtenu son diplôme, il rejoint l’armée de Louis Philippe et sert en Algérie, où il arrive peu après la reprise de Bône par le général Yusuf, en 1832.
De retour en France, Joseph Bonnet de Malherbe y exerce sa profession, notamment comme chirurgien militaire au Val de Grâce, médecin au ministère de l'Agriculture et du Commerce, puis comme médecin inspecteur des eaux minérales de Paris. 
Le docteur de Malherbe s’occupe aussi de littérature. Il entre au  National  au début de 1836, pour y « faire la Chambre ». Ce travail le met en relation quotidienne avec Armand Carrel qui avait fondé le National,  le 3 janvier 1830, avec Thiers et Mignet. Il est témoin des événements qui vont entraîner le duel entre Émile de Girardin et Armand Carrel, et qui se terminera par la mort de l' « André Chénier de la politique ». Joseph de Malherbe est également journaliste dans le journal légitimiste Le Quotidien. 
Engagé en politique, il devient en 1851 secrétaire du comité général pour la révision de la Constitution, présidé par Pepin Lehalleur.
Il poursuit son activité de médecin en tant qu'inspecteur des établissements d'eaux minérales à Bagnères et à Paris, et médecin aux eaux à Cauterets. Il exerce aussi à Menton puis à Néris en été. 
Le 13 décembre 1873, il est chargé d'une mission de 2 mois en Italie et en Suisse pour y étudier l'organisation de l'enseignement de la médecine, où il écrit de nombreux ouvrages de médecine.
Il témoigne de son époque à travers différents ouvrages, écrits sous le pseudonyme de Joseph d'Arcay.
Il est fait Chevalier de Légion d’honneur le 24 janvier 1852 et puis décoré de l'Ordre royal de Charles III d'Espagne,.
Le 2 octobre 1885, il laisse  à Paris son épouse Charlotte (née de La tour Saint Igest) et son plus jeune fils Gustave, pour rejoindre son fils ainé, Raymond, à Shanghai. 
Il entame l'écriture de son dernier livre Notes inédites sur Mr Adolphe Thiers. Il est bien informé sur la vie du 1er président de la 3e République française : son beau-père, Gustave de La Tour Saint Igest, est le cousin d'Adolphe Thiers. 
Homme cultivé, Joseph s’étonnait que les Français de Shanghai n’eussent pas songé à fonder une société analogue à l’Amateur Dramatic Club anglais qui, chaque hiver, donnait deux ou trois représentations. C'est sous son impulsion que son fils Raymond créera la Société Dramatique Française, théâtre qui subsistera jusqu'en 1936.
Il meurt le 27 septembre 1893 à Shanghai.

## Œuvres
En médecine
- Du Choix d'un climat d'hiver dans le traitement des affections chroniques de la poitrine et spécialement de la phtisie pulmonaire[12], Traitement du rhumatisme par les eaux thermales[13], Simples Observations sur Cauterets et ses eaux[14], Souvenirs de Néris[15].

En politique
- Indiscrétions contemporaines Souvenirs intimes par Joseph d'Arçay[16] La salle à manger du docteur Véron[17].